# Erik Condra
Erik Condra (* 6. August 1986 in Trenton, Michigan) ist ein ehemaliger US-amerikanischer Eishockeyspieler, der im Verlauf seiner aktiven Karriere zwischen 2005 und 2020 unter anderem 398 Spiele für die Ottawa Senators, Tampa Bay Lightning und Dallas Stars in der National Hockey League (NHL) auf der Position des rechten Flügelstürmers spielt. Seinen größten Karriereerfolg feierte Condra jedoch im Trikot der Binghamton Senators mit dem Gewinn des Calder Cups der American Hockey League (AHL) im Jahr 2011.

## Karriere
Erik Condra begann seine Karriere als Eishockeyspieler bei den Texarkana Bandits, für die er in der Saison 2003/04 in der Juniorenliga North American Hockey League aktiv war. Die folgende Spielzeit verbrachte er beim Juniorenteam Lincoln Stars in der United States Hockey League. Anschließend besuchte er von 2005 bis 2009 die University of Notre Dame und spielte für deren Eishockeymannschaft in der National Collegiate Athletic Association. Mit seiner Universitätsmannschaft gewann der Flügelspieler 2007 und 2009 jeweils die Meisterschaft der Central Collegiate Hockey Association, in deren All-Rookie Team er zuvor 2006 gewählt wurde. 2009 wurde er zudem in das zweite All-Star Team der CCHA gewählt.
Bereits im NHL Entry Draft 2006 war Condra von den Ottawa Senators in der siebten Runde als insgesamt 211. Spieler ausgewählt worden. Für deren Farmteam Binghamton Senators gab er in der Saison 2009/10 sein Debüt im professionellen Eishockey und erzielte dabei in der American Hockey League in 80 Spielen elf Tore und gab 27 Vorlagen. Auch die folgende Spielzeit begann der US-Amerikaner zunächst bei den Binghamton Senators in der AHL, ehe er am 15. Februar 2011 im Heimspiel gegen die New York Islanders erstmals für die Ottawa Senators in der National Hockey League zum Einsatz kommt. Anschließend verbrachte er die Zeit bis zum Saisonende als Stammspieler im NHL-Team Ottawas. Aufgrund des Lockout in der amerikanischen Profiliga unterzeichnete Erik Condra am 16. Oktober einen Vertrag beim EV Füssen, der für 30 Tage galt.
Am 12. November unterzeichnete er einen befristeten Vertrag beim Bundesligisten SC Riessersee, um für das eventuell bevorstehende Ende des Lockout Spielpraxis bei einem höherklassigen Verein zu sammeln. Nach fünf Jahren in Ottawa wurde sein auslaufender Vertrag nicht verlängert, sodass er sich im Juli 2015 als Free Agent den Tampa Bay Lightning anschloss. In gleicher Weise wechselte Condra im Juli 2018 zu den Dallas Stars, bevor er im Juli 2019 einen auf die AHL beschränkten Vertrag bei den Colorado Eagles unterzeichnete. Anschließend beendete der 33-Jährige seine aktive Karriere im Sommer 2020.

## Erfolge und Auszeichnungen
| - 2006 CCHA All-Rookie Team - 2007 Mason-Cup-Gewinn mit der University of Notre Dame - 2009 Mason-Cup-Gewinn mit der University of Notre Dame | - 2009 CCHA Second All-Star Team - 2011 Calder-Cup-Gewinn mit den Binghamton Senators |

## Karrierestatistik
(Legende zur Spielerstatistik: Sp oder GP = absolvierte Spiele; T oder G = erzielte Tore; V oder A = erzielte Assists; Pkt oder Pts = erzielte Scorerpunkte; SM oder PIM = erhaltene Strafminuten; +/− = Plus/Minus-Bilanz; PP = erzielte Überzahltore; SH = erzielte Unterzahltore; GW = erzielte Siegtore; 1 Play-downs/Relegation; Kursiv: Statistik nicht vollständig)

## Familie
Sein Onkel Kirt Bjork sowie dessen Sohn Anders Bjork war bzw. ist ebenfalls professioneller Eishockeyspieler.